# Clytus melaenus
Clytus melaenus är en skalbaggsart som beskrevs av Bates 1884. Clytus melaenus ingår i släktet Clytus och familjen långhorningar. Inga underarter finns listade i Catalogue of Life.